# Route 354 (Québec)
Pour les articles homonymes, voir Route 354.
La route 354 (R-354) est une route régionale québécoise d'orientation est / ouest située sur la rive nord du fleuve Saint-Laurent. Elle dessert les régions administratives de la Mauricie et de la Capitale-Nationale.

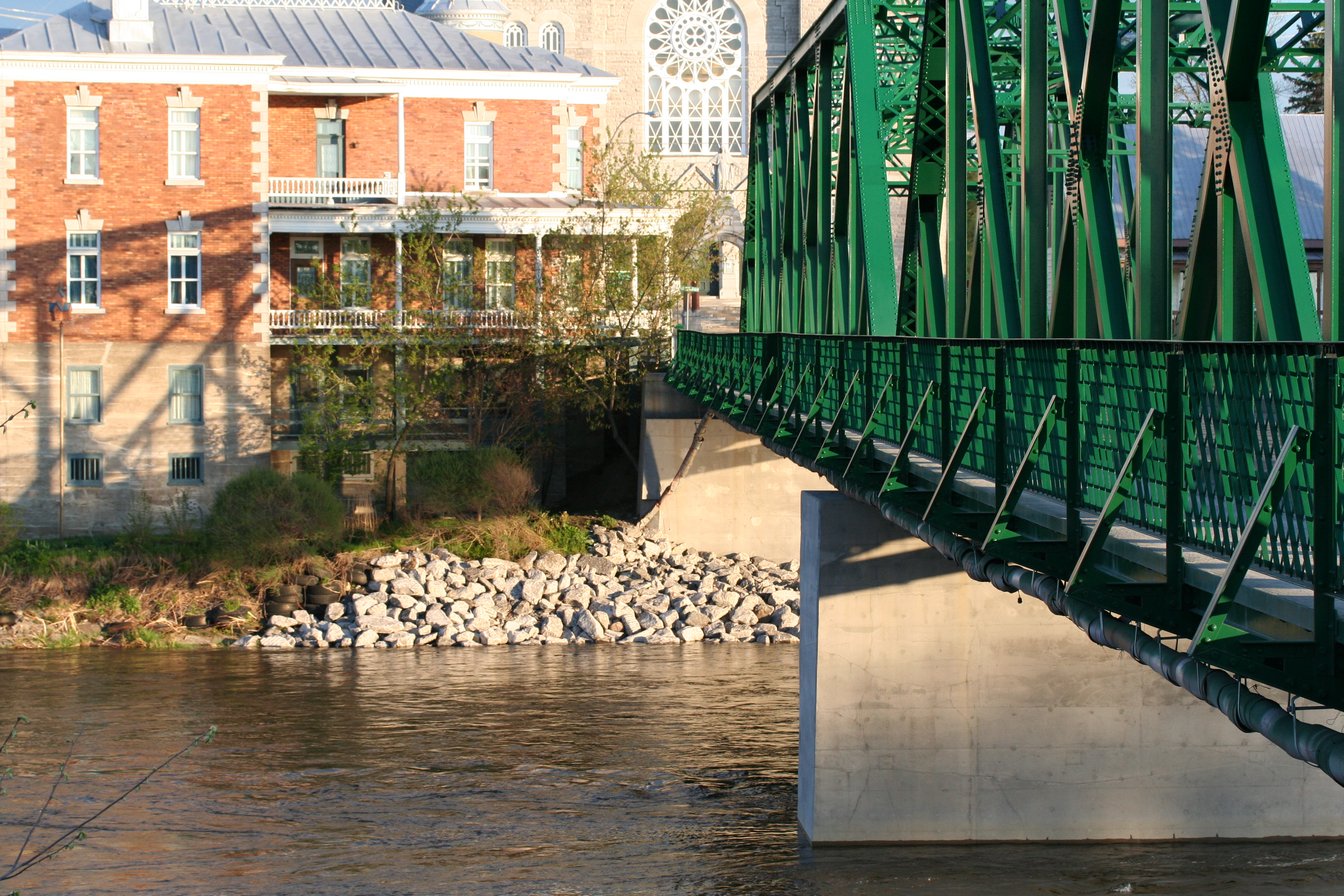
Saint-Casimir, résidence privée, église de la paroisse Sacré-Cœur-de-Jésus, rivière Sainte-Anne, pont 06073, structure à tablier inférieur en acier, route 354

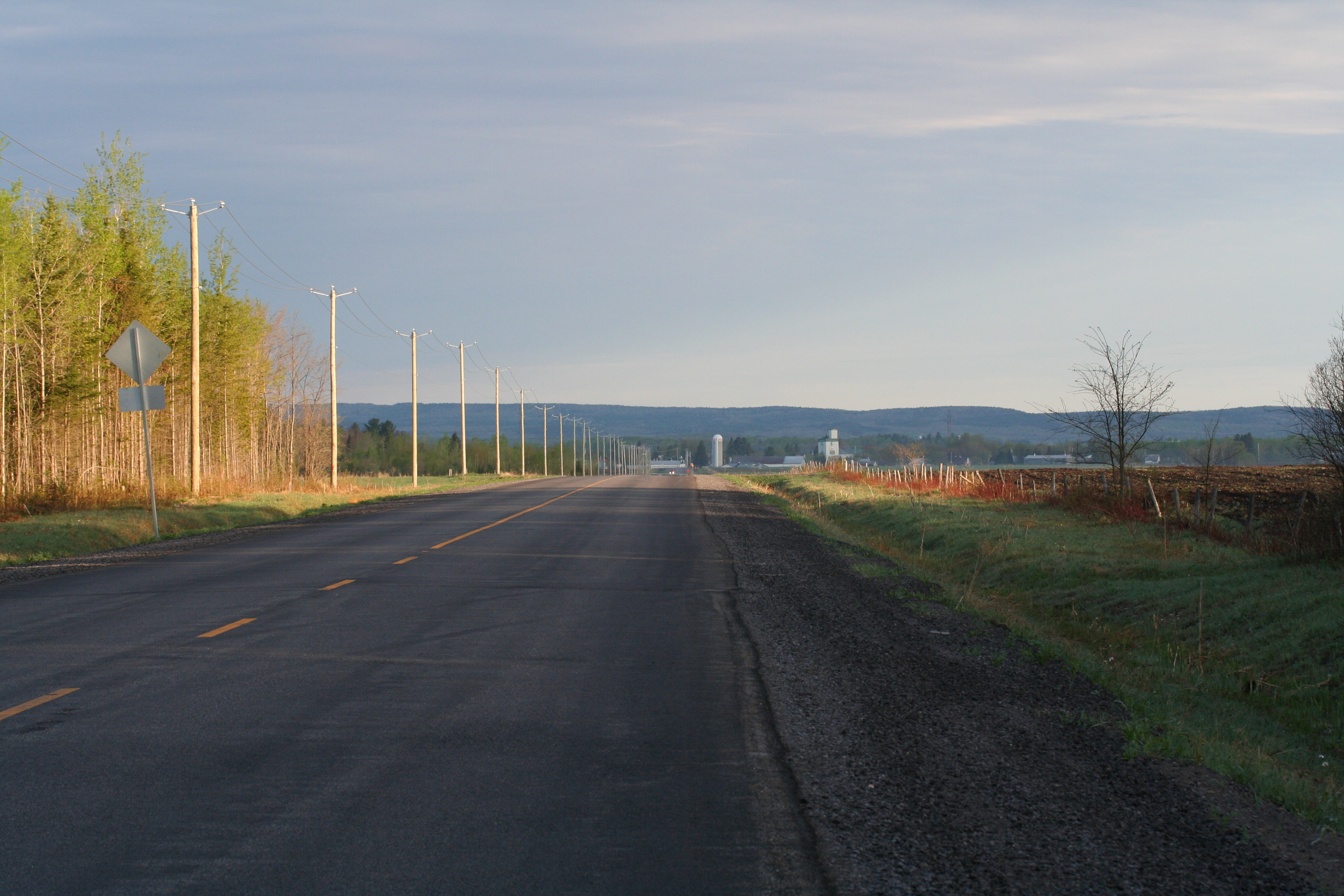
Saint-Casimir, zone agricole, routes 354 et 363 (Route des Grondines)

## Tracé

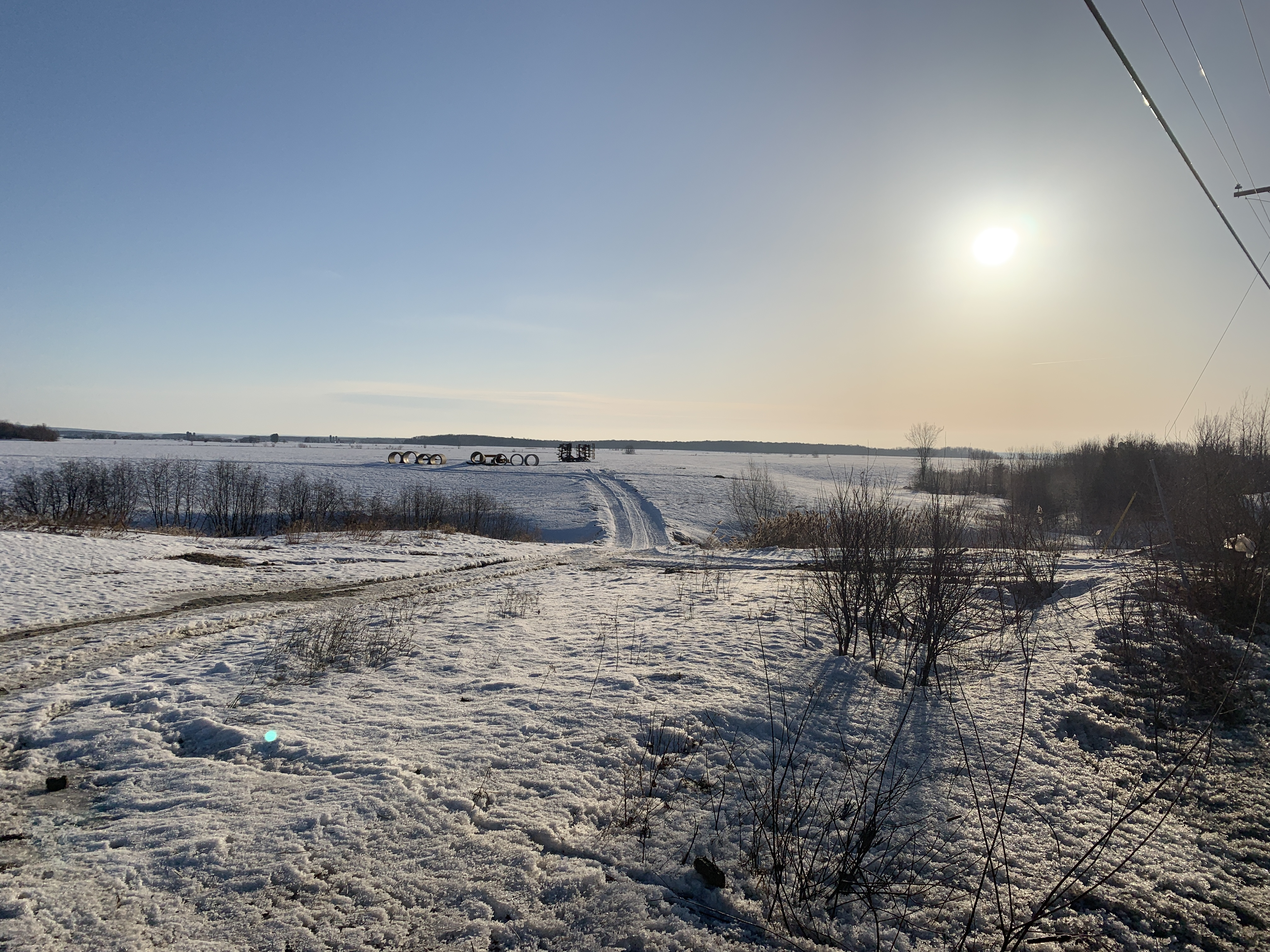
Saint-Casimir, zone agricole, routes 354 et 363 (Route des Grondines)

La route 354 débute à l'angle de la route 159  à Sainte-Anne-de-la-Pérade et se termine à Saint-Raymond à l'angle de la route 365, tout près de la route 367. Elle suit la rivière Sainte-Anne sur la totalité de sa longueur, en premier lieu sur la rive ouest et ensuite sur la rive est.

## Localités traversées (d'ouest en est)
Liste des municipalités dont le territoire est traversé par la route 354, regroupées par municipalité régionale de comté.

### Mauricie
Les Chenaux
- Sainte-Anne-de-la-Pérade

### Capitale-Nationale
Portneuf
- Saint-Casimir
- Saint-Alban
- Saint-Gilbert
- Sainte-Christine-d'Auvergne
- Saint-Raymond

## Intersections majeures
| MRC                     | Municipalité             | km    | Destinations                                                | Notes                                     |
| ----------------------- | ------------------------ | ----- | ----------------------------------------------------------- | ----------------------------------------- |
| Les Chenaux             | Sainte-Anne-de-la-Pérade | 0,00  | R-159 – Sainte-Anne-de-la-Pérade, Saint-Prosper, Saint-Tite |                                           |
| Portneuf                | Saint-Casimir            | 11,00 | R-363 nord – Saint-Thuribe, Saint-Ubalde                    | Terminus ouest du multiplex avec la R-363 |
| Portneuf                | Saint-Casimir            | 14,70 | R-363 sud vers A-40 – Saint-Marc-des-Carrières              | Terminus est du multiplex avec la R-363   |
| Portneuf                | Saint-Raymond            | 50,50 | R-365 (Avenue Saint-Jacques)                                |                                           |
| - Terminus de multiplex |                          |       |                                                             |                                           |